# Scardia isthmiella
Scardia isthmiella är en fjärilsart som beskrevs av August Busck 1914. Scardia isthmiella ingår i släktet Scardia och familjen äkta malar.
Artens utbredningsområde är Panama. Inga underarter finns listade.